# Dolmen de Kercadoret
Le dolmen de Kercadoret est un dolmen situé à Locmariaquer, dans le Morbihan, en France.

## Historique
Le dolmen est classé au titre des monuments historiques le 11 septembre 1929. Zacharie Le Rouzic a restauré le monument après son classement en 1929.

## Description
Le dolmen ouvre au sud-sud-est. Il comporte encore six orthostates. Il est recouvert d'une unique table de couverture. La chambre mesure 1,80 m de long sur 1,35 m de large et 1,60 m de hauteur. Le sol de la chambre était recouvert d'un lit de galets. Le deuxième orthostate côté droit comporte des gravures « corniformes ».

## Matériel archéologique
Le Rouzic a recueilli dans la couche archéologique de la chambre un matériel osseux (débris, 2 dents de ruminants), lithique (8 pointes de flèche à pédoncule et ailerons en silex jaune de belle facture, 1 grattoir en silex, 6 éclats de silex, 5 éclats de quartz, 2 galets en quartzite ayant servi de percuteurs), céramique (fragments de quatre vases distincts dont un orné d'un décor au filet), métallique (1 pointe de javeline en cuivre) et quelques coquillages marins.